# Санкт-Эгидиен
Санкт-Эгидиен (нем. St. Egidien) — община в Германии, в земле Саксония. Подчиняется административному округу Хемниц. Входит в состав района Цвиккау. Подчиняется управлению Рунд-ум-ден-Ауэрсберг. Население составляет 3394 человека (на 31 декабря 2010 года). Занимает площадь 21,24 км².
Община подразделяется на 3 сельских округа.

## Население
| Год  | Численность | Численность |
| ---- | ----------- | ----------- |
| 2017 | 3207        | [ 1 ]       |
| 2019 | 3298        | [ 3 ]       |
| 2021 | 3238        | [ 4 ]       |
| 2022 | 3207        | [ 5 ]       |
| 2023 | 3152        | [ 2 ]       |